# غاري كامبل
غاري كامبل (بالإنجليزية: Gary Campbell)‏ هو لاعب كرة قدم أمريكية أمريكي، ولد في 4 مارس 1952 في هونولولو في الولايات المتحدة.

## وصلات خارجية
- غاري كامبل على موقع مرجع كرة القدم المحترفة.كوم (الإنجليزية)